# Ekkehard Arendt
Ekkehard Arendt (* 10. Juni 1892 in Wien; † 10. Mai 1954 ebenda) war ein österreichischer Schauspieler.

## Leben
Er besuchte die Handelsakademie Wien sowie die Universität Wien und absolvierte eine Gesangsausbildung. Während des Ersten Weltkrieges, den er von Beginn an mitmachte, diente er bei den k.u.k. Kaiserjägern. Nach Kriegsende arbeitete er zunächst einige Jahre in der Industrie, bevor er schließlich Schauspieler wurde. Arendt gehörte nur gelegentlich zum Ensemble einer Bühne wie an der Komischen Oper in Berlin und am Wiener Stadttheater.
Dagegen war er seit 1927 ein gutbeschäftigter Nebendarsteller beim Film, wobei er manchmal auch wichtige Rollen übernahm. Unter anderem verkörperte er 1930 in dem Hitchcock-Film Mary den unheimlichen Handel Fane und 1932 in Johann Strauss, k. u. k. Hofkapellmeister den Komponisten Josef Strauss. Sein Auftritt in einem Berliner Kabarett brachte ihm 1935 eine einwöchige Gestapo-Haft ein. Arendt kehrte von Berlin nach Wien zurück und kam nur noch zu wenigen sehr kurzen Filmauftritten.
1938 wurde er Corpsschleifenträger der Saxonia Wien.

## Filmografie
- 1927: Laster der Menschheit
- 1927: Der Katzensteg
- 1927: Der goldene Abgrund
- 1927: Der falsche Prinz
- 1928: Der alte Fritz, 1. Teil: Friede
- 1928: Eva in Seide
- 1929: Die wunderbare Lüge der Nina Petrowna
- 1929: Diane
- 1929: Die Liebe der Brüder Rott
- 1929: Der Narr seiner Liebe
- 1929: § 173 St.G.B. Blutschande
- 1930: Phantome des Glücks
- 1931: Mary
- 1931: Elisabeth von Österreich
- 1931: Der brave Sünder
- 1931: Der Herzog von Reichstadt
- 1931: Luise, Königin von Preußen
- 1931: Kinder des Glücks
- 1932: Johann Strauss, k. u. k. Hofkapellmeister
- 1933: Liebelei
- 1933: Glückliche Reise
- 1934: Rosen aus dem Süden
- 1935: Regine
- 1935: Punks kommt aus Amerika
- 1935: Mein Leben für Maria Isabell
- 1936: Seine Tochter ist der Peter
- 1937: Zu neuen Ufern
- 1938: Konzert in Tirol
- 1938: Rote Orchideen
- 1942: Der Fall Rainer
- 1942: Wien 1910
- 1947: Wintermelodie
- 1947: Singende Engel
- 1950: Ruf aus dem Äther